# Kwiat mego sekretu
Kwiat mego sekretu (hiszp. La flor de mi secreto) – hiszpańsko-francuski dramat filmowy w reżyserii Pedra Almodóvara z 1995 roku. Zdjęcia kręcono w Madrycie oraz w Almagro w regionie Kastylia-La Mancha.

## Fabuła
Leo Macias (Marisa Paredes) jest czterdziestoletnią autorką wziętych romansów. Jednak w życiu prywatnym nie układa jej się za dobrze: mąż jej unika, przyjaciółka oszukuje, a rodzina żeruje na jej ciężko zarobionych pieniądzach. Gdy mąż domaga się rozwodu, kobieta doznaje załamania nerwowego i staje przed największą próbą w życiu.

## Obsada
- Marisa Paredes... Leo Macías
- Juan Echanove... Ángel
- Carme Elías... Betty
- Rossy de Palma... Rosa
- Chus Lampreave... Madre de Leo
- Kiti Manver... Manuela
- Joaquín Cortés... Antonio
- Manuela Vargas... Blanca
- Imanol Arias... Paco
- Gloria Muñoz... Alicia
- Juan José Otegui... Tomas

## Nagrody
- 1996 Fotogramas de Plata – dla Marisy Paredes (w kategorii najlepsza aktorka filmowa)
- 1996 Międzynarodowy Festiwal Filmowy w Karlowych Warach – dla Marisy Paredes (w kategorii najlepsza aktorka)
- 1996 Sant Jordi Awards – dla Marisy Paredes (w kategorii najlepsza hiszpańska aktorka)
- 1997 Premios ACE – dla Marisy Paredes (w kategorii najlepsza aktorka filmowa)

W 1995 film został wyselekcjonowany jako hiszpański kandydat do nagrody Amerykańskiej Akademii Filmowej w kategorii najlepszy film nieanglojęzyczny, ale nie uzyskał nominacji.